# Talpa minor
Talpa minor — вид комахоїдних ссавців кротових (Talpidae). Скам'янілі рештки представляють четвертинний період Австрії (1 колекція), Чехії (2), Німеччини (14), Угорщини (6), Італії (6), Польщі (1), Румунії (2), Іспанії (1), Великої Британії (3); пліоцен Австрії (2), Франції (1), Німеччини (2), Угорщини (1), Італії (2), Польщі (2), Румунії (1), Іспанії (1).